# حرية، مساواة، أخوة
حرية، مساواة، أخوة (بالفرنسية:Liberté, égalité, fraternité) هو الشعار الوطني لكل من فرنسا وهايتي. يعود أصل الشعار إلى زمن الثورة الفرنسية، إلّا أنه لم يصبح رسمياً حتى زمن الجمهورية الفرنسية الثالثة في أواخر القرن التاسع عشر. برغم أن جذوره تعود إلى الثورة الفرنسية، كان شعارًا واحدًا فحسب آنذاك من بين شعاراتٍ أخرى ولم يُمأسس حتى الجمهورية الثالثة نهاية القرن التاسع عشر. بدأت الجدالات المتعلقة بتوافق وترتيب التعابير الثلاثة مع الثورة في الفترة ذاتها. وهو أيضًا الشعار لمنظمتي جراند أوريينت دي فرانس وجراند لودج دي فرانس.

## الأصول خلال الثورة الفرنسية
كان ماكسيمليان روبسبيير أول من أطلق هذا الشعار في خطابه «حول تنظيم الحرس الوطني» في 5 ديسمبر 1790، البند السادس عشر، وذاع على نحو واسع في أنحاء فرنسا من قبل المجتمعات الشعبية. 
يعود الفضل في الشعار أيضًا إلى أنتوان-فرانسوا مومورو (1756-1794)، باريسي يعمل في الطباعة ومنظّم هيبرتي، ولو أنه عُدّل في سياق مختلف لغزو أجنبي وثوراتٍ فيدرالية في عام 1793 إلى «وحدة لاتجزئة للجمهورية، حرية مساواة أخوّة أو الموت» اقتُرح من خلال قرار كمونة باريس (التي انتُخب مومورو عضوًا فيها من قبل قسم المسرح الفرنسي) في 29 يونيو 1793 لتُنقش على واجهات المنازل ونسخها سكان باقي المدن. في عام 1839، ادّعى الفيلسوف بيير ليروا أن الشعار كان مجهول المصدر وكان صياغةً شعبيًا. تُشدّد المؤرخة مونا أوزوف أنه على الرغم من أن تعبيري حرية ومساواة كانا متلازمين كشعار خلال القرن الثامن عشر، لم تكن أخوّة متضمَّنة دائمًا في الشعار، وعادةً ما أضيفت تعابير أخرى مكانها، مثل أميتي Amitié (صداقة) أو تشاريتي Charité (محبة) أو اتحاد.
أفضى التشديد على أخوّة خلال الثورة الفرنسية بأوليمب دي غوج، صحافية، إلى كتابة إعلان حقوق المرأة والمواطنات النساء ردًا على ذلك. لم يكن الشعار الثلاثي إبداعًا جمعيًا ولم يكن مُمأسسًا من قبل الثورة الفرنسية. بحلول عام 1789، استُخدمت تعابير أخرى مثل «الأمة القانون الملك)، أو (اتحاد قوة فضيلة) شعارات استُخدمت في السابق من قبل المحافل الماسونية، أو «قوة مساواة عدالة» «حرية أمان حق» وما إلى ذلك.
بكلمات أخرى، كان حرية مساواة أخوّة مجرّد شعار من بين شعاراتٍ أخرى. خلال الفترة الثورية اليعقوبية نفسها، استُخدمت شعارات متنوعة، مثل حرية وحدة مساواة، حرية مساواة عدالة، حرية عقلانية مساواة، وما إلى ذلك. التلازم الوثيق الوحيد كان بين حرية ومساواة، فيما جرى تجاهل أخوّة في قائمة المظالم وكذلك من قبل إعلان حقوق الإنسان والمواطن عام 1789. لُمّح إليه فقط في دستور عام 1791، وكذلك مسودة إعلان روبسبيير لعام 1793، إذ وُضع تحت دعوة (بهذا الترتيب) مساواة حرية أمان حق (ولو إنها لم تُستخدم كشعار، بل فقط عناوين للإعلان)، كإمكانية لتوسّع شامل لإعلان الحقوق: «البشر أخوة في كل البلدان، ومن يضطهد أمةً واحدة يعلن نفسه عدوًا للأمم كلها». في النهاية، لم يُصَغ في إعلان أغسطس 1793.

عرف إعلان حقوق الإنسان والمواطن لعام 1789 الحرية في البند الرابع بالتالي: 
تتألف الحرية من إمكانية فعل أي أمر لا يؤذي الآخرين: وعليه، لا حدود لممارسة الحقوق الطبيعية لكل رجل وامرأة غير تلك التي تضمن لباقي أعضاء المجتمع التمتع بهذه الحقوق ذاتها.

من الجهة الأخرى، عُرّفت المساواة عبر إعلان عام 1789 فيما يخص المساواة القضائية والدخول إلى الحكومة القائم على الجدارة (بند رقم6): 